# Egebjerg Sogn
Egebjerg Sogn er et sogn i Odsherred Provsti (Roskilde Stift).
I 1800-tallet var Egebjerg Sogn et selvstændigt pastorat. Det hørte til Odsherred i Holbæk Amt. Egebjerg sognekommune blev ved kommunalreformen i 1970 indlemmet i Trundholm Kommune, der ved strukturreformen i 2007 indgik i Odsherred Kommune.
I Egebjerg Sogn ligger Egebjerg Kirke.
I sognet findes følgende autoriserede stednavne:
- Abildøre (bebyggelse, ejerlav)
- Bråde (bebyggelse, ejerlav)
- Bråde Overdrev (bebyggelse)
- Bøsserup (bebyggelse, ejerlav)
- Egebjerg (bebyggelse, ejerlav)
- Englandshuse (bebyggelse)
- Frostrup (bebyggelse, ejerlav)
- Gelstrup (bebyggelse, ejerlav)
- Glostrup (bebyggelse, ejerlav)
- Glostrup Overdrev (bebyggelse)
- Grønlandshuse (bebyggelse)
- Hølkerup (bebyggelse, ejerlav)
- Kongsøre (bebyggelse)
- Kongsøre Næbbe (areal)
- Kongsøre Skov (areal)
- Lestrup (bebyggelse, ejerlav)
- Sidinge Vig (bebyggelse)
- Stokkebjerg Skov (areal)
- Strandhuse (bebyggelse, ejerlav)
- Ulkerup (areal, bebyggelse, ejerlav)
- Unnerud (bebyggelse, ejerlav)